# دیوزو مارتوش
دیوزو مارتوش (مجاری: Győző Martos؛ زادهٔ ۱۵ دسامبر ۱۹۴۹) بازیکن فوتبال اهل مجارستان بود.
از باشگاه‌هایی که در آن بازی کرده‌است می‌توان به باشگاه فوتبال فرنتس‌واروش اشاره کرد.
وی همچنین در تیم ملی فوتبال مجارستان بازی کرده‌است.